# 엽록소 c
엽록소 c(葉綠素 c, 영어: chlorophyll c)는 광합성을 하는 유색조식물(예: 돌말류 및 갈조류)과 와편모충류를 포함한 특정 해양 조류에서 발견되는 엽록소의 한 형태이다. 이 색소는 특이한 화학 구조를 특징으로 하며, 클로린(환원된 고리 D를 가짐)이 아닌 포르피린을 핵심으로 한다. 또한 아이소프레노이드 꼬리도 없다. 이 두 가지 특징은 조류와 식물에서 흔히 발견되는 다른 엽록소에 비해 두드러진 특징이다.
엽록소 c는 청록색을 띠고 있으며 특히 447~452 nm 파장 영역의 빛을 흡수하는 데 중요한 보조 색소이다. 엽록소 c는 엽록소 a와 엽록소 b와 마찬가지로 광합성 생물이 빛을 모으는 데 도움을 주고 광수집 복합체를 통해 광합성 반응중심으로 여기 에너지를 전달한다.
엽록소 c는 엽록소 엽록소 c1, 엽록소 c2, 엽록소 c3와 더불어 최근에 발견된 최소 8가지의 하위 유형으로 나눌 수 있다.

## 엽록소c1
엽록소 c1(영어: chlorophyll c1)은 엽록소 c의 일반적인 형태이다. 엽록소 c1는 8번 탄소(C8) 위치에서 비닐기 대신에 에틸기(C=C 이중 결합 대신에 C-C 단일 결합)을 갖는다는 점에서 엽록소 c2와 다르다. 흡수 최대값은 다이에틸 에터에서 약 444, 577, 626 nm, 아세톤에서 약 447, 579, 629 nm이다.

## 엽록소c2
엽록소 c2(영어: chlorophyll c2)는 엽록소 c의 가장 일반적인 형태이다. 흡수 최대값은 다이에틸 에터에서 약 447, 580, 627 nm, 아세톤에서 약 450, 581, 629 nm이다.

## 엽록소c3
엽록소 c3(영어: chlorophyll c3)는 미세조류인 에밀리아니아 훅슬레이이(Emiliania huxleyi)에서 1989년에 발견이 확인된 엽록소 c의 한 형태이다. 흡수 최대값은 다이에틸 에터에서 약 452, 585, 625 nm, 아세톤에서 452, 585, 627 nm이다.

## 생합성
엽록소 c의 합성은 다이비닐프로토클로로필라이드(DV-PChlide)가 형성된 후 전형적인 클로로필라이드 합성 경로에서 초기에 분기된다. 다이비닐프로토클로로필라이드는 확인되지 않은 171 산화효소에 의해 엽록소 c2로 직접적으로 처리될 수 있다. 8-비닐 환원효소(페레독신 유형 다이비닐 클로로필라이드 a 8-비닐 환원효소의 무차별적인 행동을 자세히 설명)는 엽록소 c를 엽록소 c1으로 전환할 수 있다. 두 단계를 바꿔도 동일한 효과를 얻을 수 있다.
171 산화는 "171 위치에 있는 17-프로피오네이트 잔기의 하이드록실화 및 17-아크릴레이트 잔기로의 연속적인 탈수"에 의해 진행되는 것으로 보인다.

## 같이 보기
- 엽록소
- 엽록소 a
- 엽록소 b
- 엽록소 d
- 엽록소 f